# Uruapan
Uruapan é um município do estado de Michoacán no México.